# Wilhelm Ahrens
Wilhelm Ahrens   (Lübz, 3 de març de 1872 - Rostock, 23 d'abril de 1927) va ser un matemàtic alemany, conegut per les seves obres de matemàtica recreativa.

## Vida i obra
Ahrens va estudiar matemàtiques a les universitats de Berlín, Friburg i Rostock. Es va doctorar el 1895 en aquesta última. El curs següent va ser professor de l'Escola Alemanya d'Anvers i després va passar dos semestres a la universitat de Leipzig estudiant amb Sophus Lie. Això va fer que publiqués alguns treballs de teoria de nombres.
De 1897 a 1904 va ser professor de l'escola d'arquitectura i de l'escola d'enginyeria mecànica de Magdeburg. Va deixar aquest càrrec el 1904, en municipalitzar-se l'escola, tement ser destinat a un lloc inferior.
A partir de 1904 es va establir com a estudiós privat a Rostock i des de llavors va desenvolupar una gran activitat literària i divulgadora en revistes, diaris i llibres. Com a excel·lent jugador d'escacs, es va interessar pels jocs i entreteniments matemàtics. Va morir d'una grip, amb només 55 anys.
Ahrens va redactar l'article sobre Jocs Matemàtics del primer volum de l'enciclopèdia de les ciències matemàtiques (1900), tema al que va dedicar bona part del seu temps i pel qual és recordat avui en dia. Els seus llibres Mathematische Unterhaltungen und Spiele (Entreteniments i Jocs Matemàtics) en dos volums (1910 i 1918) i Mathematische Spiele (Jocs Matemàtics) (1907, reeditat els anys 1911, 1916 i 1919) van assolir una fama merescuda en aquest camp.
També va editar la correspondència de Jacobi i va estudiar els quadrats màgics.